# Tropaeolum traceyae
Tropaeolum traceyae är en krasseväxtart som beskrevs av D.K.Hughes. Tropaeolum traceyae ingår i släktet krassar, och familjen krasseväxter. Inga underarter finns listade i Catalogue of Life.